# Recluta con niño
Recluta con niño es una película española que se estrenó el 9 de enero de 1956. Esta comedia en blanco y negro fue dirigida por Pedro Luis Ramírez y protagonizada por José Luis Ozores.

## Argumento
Cuando Miguel Cañete tiene que salir de su pueblo, Roncalejo, para incorporarse al servicio militar obligatorio en el Ejército del Aire, se le presenta el problema de dónde dejar a su hermano pequeño Pipo, de 6 años, del que cuida desde que se quedaron huérfanos. La primera solución que se le ocurre es hacerse novio de la muchacha más fea del pueblo, Jacinta, para que cuide del niño. Pero Pipo se escapa de la casa y se mete en el tren que lleva a su hermano mayor a Madrid.
Al llegar a la capital recurren a su tía Enriqueta que se ha hecho rica, que acoge a regañadientes a su sobrino pequeño.
Antes de incorporarse a filas Miguel lleva a su hermano a la casa de fieras del Retiro donde Pipo se hace amigo de una joven ciega, Julia, que se encuentra allí sentada en un banco. Una vez llegado a la base de Cuatro Vientos, Miguel se convierte en el objeto de todas las novatadas de sus compañeros y las iras del sargento Palomares. Y para complicar su situación al poco tiempo Pipo vuelve a escaparse y se presenta en el cuartel. El sargento ordena a Miguel que encuentre un lugar donde dejarlo inmediatamente. Desesperado Miguel busca a alguien que se haga cargo de su hermanito y por casualidad Pipo encuentra a su amiga Julia sentada en el jardín de un chalet. Julia se compromete a cuidar del niño y Miguel regresa al cuartel contento, sin saber que Julia es la hija del iracundo sargento Palomares. Tras las airadas protestas del sargento, su hija y su mujer lo convencen de que permita al niño quedarse.
En las visitas a su hermano Miguel empieza a enamorarse de la bella Julia y para impresionarla sigue el consejo de Pipo y se presenta a las pruebas para cabo, pasando de ser un desastre a ser un soldado ejemplar. Mientras Julia recibe la noticia que la familia esperaba ansiosamente, que es posible operarla para que recupere la vista. La noticia por un lado alegra a Miguel pero por otro lo desanima al pensar que cuando lo vea lo considerará poca cosa. La operación resulta un éxito y Julia recupera la vista, siendo Pipo la primera imagen que ve. Por su parte Miguel aprueba el examen para cabo, y acobardado por la posibilidad de ser rechazado por Julia pide el traslado de cuartel. Aunque no sabe que Julia guiada por Pipo ya lo ha visto y piensa que es atractivo.
El sargento autoriza el traslado de Miguel y cuando se dirige hacia su nuevo destino volando, el piloto enferma repentinamente y se desvanece dejando a Miguel a los mandos del avión. Alentado por Julia por radio, Miguel consigue aterrizar el aparato después de que Julia le diga que lo quiere y es condecorado por su acción.

## Nueva versión
En 1969 se rodó un remake titulado Cateto a babor, protagonizado por Alfredo Landa, con un guion muy parecido, aunque ambientado en la Armada.

## Reparto
- José Luis Ozores: Miguel Cañete.
- Miguelito Gil: Pipo.
- Manolo Morán: sargento Luis Palomares.
- Encarna Fuentes: Julia.
- Julia Caba Alba: Rosario, esposa del sargento.
- María Isbert: Jacinta.
- Rosario García Ortega: Enriqueta.
- Joaquín Roa: Crescencio, alcalde de Roncalejo.
- Mariano Ozores: pregonero de Roncalejo.
- Carlos Díaz de Mendoza
- Ángel Ter: Recluta guasón.